# Phaeoceros oreganus
Phaeoceros oreganus là một loài rêu trong họ Anthocerotaceae. Loài này được Austin Hässel de Menéndez mô tả khoa học đầu tiên năm 1989.